# Nowa Zelandia na Zimowych Igrzyskach Olimpijskich 1968
Nowa Zelandia na Zimowych Igrzyskach Olimpijskich 1968 – sześcioosobowa kadra sportowców reprezentujących Nową Zelandię na igrzyskach w 1968 roku w Grenoble.
Reprezentacja składała się z dwóch kobiet i czterech mężczyzn, którzy wystąpili w jednej z dziesięciu dyscyplin, które Międzynarodowy Komitet Olimpijski włączył do kalendarza igrzysk. Wszyscy zawodnicy wystartowali w zawodach narciarstwa alpejskiego i dla każdego z nich był to debiut na igrzyskach olimpijskich. Najmłodszym reprezentantem Nowej Zelandii była niespełna osiemnastoletnia Margot Blakely, najstarszym zaś mający dwadzieścia pięć lat Thomas Huppert, który był jednocześnie chorążym reprezentacji.
W składzie reprezentacji znajdował się również Chris Womersley, który jednak z powodu kontuzji nie wystartował w żadnej konkurencji, a także dwóch oficjeli. Rolę attaché olimpijskiego pełnił Jacques Arthaud.
Nowozelandzki Komitet Olimpijski, powstały w 1911 roku i uznany przez MKOl w roku 1919, po raz pierwszy wysłał zawodników na zimowe igrzyska w 1952 roku, a następnie w roku 1960. Brak reprezentacji w latach 1956 i 1964 spowodowany był niskim w ocenie selekcjonerów kadry poziomem zawodników. Igrzyska w Grenoble były zatem trzecim startem Nowozelandczyków – w poprzednich dwóch występach reprezentanci tego kraju nie zdobyli żadnego medalu. 
Najwyższą pozycję – trzydziestą – zajęła Anne Reid w żeńskim slalomie, wyprzedzając jednakże tylko jedną zawodniczkę. Za najlepszy wynik Nowozelandzki Komitet Olimpijski uznał zatem 42. lokatę Roberta Palmera wśród 73 sklasyfikowanych w zjeździe zawodników.

## Wyniki

### Narciarstwo alpejskie
Wszyscy reprezentanci Nowej Zelandii na tych igrzyskach – dwie kobiety i czterech mężczyzn – wystartowali w narciarstwie alpejskim. Wzięli oni udział we wszystkich trzech konkurencjach zaliczając łącznie piętnaście startów.
Trzech Nowozelandczyków zaprezentowało się w rozegranym 9 lutego zjeździe. Spośród siedemdziesięciu trzech zawodników, którzy ukończyli zawody, Robert Palmer był 42., Thomas Huppert 61., przejazd Murraya Gardnera zakończył się zaś dyskwalifikacją. Triumfatorem okazał się Francuz Jean-Claude Killy, który zwyciężył również z pozostałych dwóch męskich konkurencjach.
Żeńska rywalizacja w tej konkurencji odbyła się dzień później – Anne Reid zajęła 37. lokatę na trzydzieści dziewięć uczestniczących zawodniczek, z których jedna przejazdu nie ukończyła. Najszybsza na trasie zjazdu była Austriaczka Olga Pall.
W rozegranym w dniach 11 i 12 lutego slalomie gigancie prócz nowozelandzkiej trójki, która zadebiutowała w zjeździe, zaprezentował się również Michael Dennis. Robert Palmer nie został sklasyfikowany nie ukończywszy pierwszego przejazdu, pozostali nowozelandzcy narciarze w obu przejazdach plasowali się w ósmej dziesiątce. Michael Dennis, Thomas Huppert i Murray Gardner zajęli zatem odpowiednio miejsca 74–76. 
Cała czwórka wystąpiła także 16 lutego w slalomie. Wyścigi eliminacyjne rozgrywane były w sześcioosobowych grupach, z których do fazy finałowej awansowała czołowa dwójka. Pozostali zawodnicy mogli jednak uzyskać awans jako zwycięzcy swojej czteroosobowej grupy w drugiej rundzie. Żaden z Nowozelandczyków nie uzyskał premiowanego miejsca i nie awansował do rozegranej dzień później rundy finałowej, a tym samym nie został sklasyfikowany.
Slalom kobiet odbył się 13 lutego i wystartowały w nim obie reprezentantki Nowej Zelandii. Margot Blakely w olimpijskim debiucie nie ukończyła pierwszego przejazdu, a odniesiona wówczas kontuzja wyeliminowała ją z dalszych startów. Anne Reid ponownie uplasowała się na przedostatniej pozycji, a wśród trzydziestu jeden sklasyfikowanych zawodniczek najlepsza okazała się Francuzka Marielle Goitschel.
W przeciwieństwie do męskiego slalomu giganta żeńska rywalizacja odbywała się nadal w formie jednego przejazdu. 15 lutego Anne Reid zajęła ostatnią, 42. pozycję, ze stratą ponad dwudziestu jeden sekund do zdobywczyni złotego medalu, Kanadyjki Nancy Greene.
Mężczyźni
- Michael Dennis
- Murray Gardner
- Thomas Huppert
- Robert Palmer

| Wydarzenie    | Zawodnik       | Zjazd 1. | Msc. 1. | Zjazd 2. | Msc. 2. | Suma    | Miejsce |
| ------------- | -------------- | -------- | ------- | -------- | ------- | ------- | ------- |
| Zjazd         | Murray Gardner | DSQ      | —       | —        | —       | —       | DSQ     |
| Zjazd         | Thomas Huppert | 2:18.29  | —       | —        | —       | —       | 61.     |
| Zjazd         | Robert Palmer  | 2:09.79  | —       | —        | —       | —       | 42.     |
| Slalom gigant | Michael Dennis | 2:08,69  | 79.     | 2:09,43  | 75.     | 4:18,12 | 74.     |
| Slalom gigant | Murray Gardner | 2:13,37  | 80.     | 2:07,90  | 73.     | 4:21,27 | 76.     |
| Slalom gigant | Thomas Huppert | 2:07,60  | 77.     | 2:13,20  | 78.     | 4:20,80 | 75.     |
| Slalom gigant | Robert Palmer  | DNF      | —       | —        | —       | —       | DNF     |
| Slalom        | Michael Dennis | 1:12,75  | 5.      | 1:06.78  | 4.      | nkl.    | nkl.    |
| Slalom        | Murray Gardner | DSQ      | DSQ     | 1:02.08  | 3.      | nkl.    | nkl.    |
| Slalom        | Thomas Huppert | 1:04,77  | 4.      | DSQ      | DSQ     | nkl.    | nkl.    |
| Slalom        | Robert Palmer  | DSQ      | DSQ     | 56,24    | 3.      | nkl.    | nkl.    |

Kobiety
- Margot Blakely
- Anne Reid

| Wydarzenie    | Zawodniczka    | Zjazd 1. | Msc. 1. | Zjazd 2. | Msc. 2. | Suma    | Miejsce |
| ------------- | -------------- | -------- | ------- | -------- | ------- | ------- | ------- |
| Zjazd         | Anne Reid      | 1:53,12  | —       | —        | —       | —       | 37.     |
| Slalom        | Margot Blakely | DNF      | —       | —        | —       | —       | DNF     |
| Slalom        | Anne Reid      | 52,97    | 32.     | 57,61    | 29.     | 1:50,58 | 30.     |
| Slalom gigant | Anne Reid      | 2:13,30  | —       | —        | —       | —       | 42.     |